# 双港街道
双港街道，是中华人民共和国浙江省衢州市柯城区所辖的一个街道。

## 下辖行政区
下辖：
双水桥社区、双港社区、汪村、叶家村、埂上村、皂角村、孙姜村、百家塘村、梅家村、高栾村、大坟村、方家村、吕家村、丰家村、陈家圩村、黄头街村、落马桥村和五湖村。